# Baita comunale di Lei
La baita comunale di Lei è un rifugio alpino che si trova intorno a quota mille nel bosco in località "Zuncos" del comune di Lei sul monte Iammedari (1.118 m) della catena del Marghine. A richiesta la struttura viene data in concessione dal comune per brevi periodi. Da diversi anni vi si tengono i campi estivi delle associazioni scout provenienti da varie località della Sardegna.